# Sydney-i repülőtér
A Sydney Airport (Sydney Kingsford Smith Airport, Mascot Airport) (IATA: SYD, ICAO: YSSY) Ausztrália egyik nemzetközi repülőtere, amely Sydneyben, a Mascot városrészben  található. Éves utasforgalma 28 983 874 fő (2022).

## Futópályák
A repülőtér futópályái:
- 07/25 (2530 m, 45 m, aszfalt)
- 16L/34R (2438 m, 45 m, aszfalt)
- 16R/34L (3962 m, 45 m, aszfalt)

## Forgalom
Az utasforgalom az elmúlt években az alábbi módon változott:
| Utasok száma | 9 150 154 | 10 156 956 | 15 867 408 | 20 910 830 | 24 792 269 | 29 984 970 | 35 650 219 | 38 732 942 | 44 429 758 | 28 983 874 |
|              | 1985      | 1989       | 1993       | 1997       | 2001       | 2006       | 2010       | 2014       | 2018       | 2022       |

## Légitársaságok és úticélok
2025-ben a Sydney-i repülőtérről az alábbi járatok indulnak (Utoljára frissítve: 2025-02-22):

### Személy
| Légitársaság               | Célállomások |
| -------------------------- | --- |
| AirAsia X                  | Kuala Lumpur–International |
| Aircalin                   | Nouméa |
| Air Canada                 | Toronto–Pearson, Vancouver |
| Air China                  | Beijing–Capital |
| Air India                  | Delhi |
| Air New Zealand            | Auckland, Christchurch, Queenstown, Wellington |
| Air Niugini                | Port Moresby |
| All Nippon Airways         | Tokyo–Haneda |
| American Airlines          | Los Angeles |
| Asiana Airlines            | Seoul–Incheon |
| Batik Air Malaysia         | Denpasar, Kuala Lumpur–International |
| Beijing Capital Airlines   | Qingdao |
| British Airways            | London–Heathrow, Singapore |
| Cathay Pacific             | Hong Kong |
| Cebu Pacific               | Manila |
| China Airlines             | Taipei–Taoyuan |
| China Eastern Airlines     | Auckland, Hangzhou, Jinan, Nanjing, Shanghai–Pudong, Wuhan, Xi'an |
| China Southern Airlines    | Guangzhou, Shenzhen Szezonális: Beijing–Daxing |
| Delta Air Lines            | Los Angeles |
| Emirates                   | Christchurch, Dubai–International |
| Etihad Airways             | Abu Dhabi |
| Fiji Airways               | Nadi |
| FlyPelican                 | Newcastle |
| Garuda Indonesia           | Denpasar, Jakarta–Soekarno-Hatta |
| Hainan Airlines            | Haikou, Taiyuan |
| Hawaiian Airlines          | Honolulu |
| Hong Kong Airlines         | Hong Kong (kezdődik 2025 június 21-től) |
| Japan Airlines             | Tokyo–Haneda |
| Jetstar                    | Adelaide, Auckland, Avalon, Ayers Rock, Ballina, Brisbane, Busselton, Cairns, Darwin, Denpasar, Gold Coast, Hamilton (kezdődik 2025 június 16-tól), Hamilton Island, Hervey Bay, Hobart, Ho Chi Minh City, Honolulu, Launceston, Melbourne, Nadi, Osaka–Kansai, Perth, Phuket, Port Vila, Proserpine, Queenstown, Rarotonga, Seoul–Incheon, Sunshine Coast, Townsville |
| Juneyao Air                | Shanghai–Pudong |
| Korean Air                 | Seoul–Incheon |
| LATAM Chile                | Auckland, Santiago de Chile |
| Link Airways               | Inverell, Narrabri |
| Malaysia Airlines          | Kuala Lumpur–International |
| Philippine Airlines        | Manila |
| Qantas                     | Adelaide, Alice Springs, Auckland, Ayers Rock, Bangkok–Suvarnabhumi, Bengaluru, Brisbane, Cairns, Christchurch, Dallas/Fort Worth, Darwin, Denpasar, Gold Coast, Hamilton Island, Hobart, Hong Kong, Honolulu, Jakarta–Soekarno-Hatta, Johannesburg–O.R. Tambo, London–Heathrow, Los Angeles, Manila, Melbourne, Nadi, New York–JFK, Norfolk Island, Nouméa, Nuku'alofa, Párizs-Charles de Gaulle repülőtér, Perth, Queenstown, San Francisco, Santiago de Chile, Seoul–Incheon (vége 2025 június 15-től), Singapore, Sunshine Coast, Tokyo–Haneda, Vancouver, Wellington Szezonális: Broome, Canberra, Róma–Fiumicino, Sapporo–Chitose (újrakezdődik 2025 december 15-től), |
| QantasLink                 | Albury, Armidale, Ballina, Bendigo, Broken Hill, Canberra, Coffs Harbour, Dubbo, Griffith, Hobart, Launceston, Lord Howe Island (vége 25 February 2026), Merimbula, Mildura, Moree, Orange, Port Macquarie, Tamworth, Toowoomba, Townsville, Wagga Wagga Szezonális: Cooma |
| Qatar Airways              | Doha |
| Rex Airlines               | Albury, Broken Hill, Coffs Harbour, Dubbo, Griffith, Merimbula, Moruya, Narrandera, Orange, Parkes, Port Macquarie, Wagga Wagga |
| Scoot                      | Singapore |
| Sichuan Airlines           | Chengdu–Tianfu |
| Singapore Airlines         | Singapore |
| Skytrans                   | Lord Howe Island (kezdődik 26 February 2026) |
| SriLankan Airlines         | Colombo–Bandaranaike |
| Thai Airways International | Bangkok–Suvarnabhumi |
| Tianjin Airlines           | Chongqing, Zhengzhou |
| T'way Air                  | Seoul–Incheon |
| Turkish Airlines           | Istanbul, Kuala Lumpur–International |
| United Airlines            | Los Angeles, San Francisco Szezonális: Houston–Intercontinental |
| VietJet Air                | Hanoi, Ho Chi Minh City |
| Vietnam Airlines           | Hanoi, Ho Chi Minh City |
| Virgin Australia           | Adelaide, Ballina, Brisbane, Cairns, Canberra, Denpasar, Doha (kezdődik 2025 június 12-től), Gold Coast, Hamilton Island, Hobart, Launceston, Melbourne, Nadi, Perth, Queenstown, Sunshine Coast |
| XiamenAir                  | Xiamen |

A Qantas Sydneyből külön „repülős” járatokat is üzemeltet az Antarktisz felett. Ezek a járatok egy Boeing 787 Dreamliner segítségével indulnak Sydneyből a 3-as terminálról, és az Antarktisz megtekintését szolgálják, mielőtt visszatérnének Ausztráliába. Ezek a járatok összesen körülbelül tizenhárom órásak.

### Cargo
| Légitársaság             | Célállomások |
| ------------------------ | --- |
| Airwork                  | Auckland, Christchurch |
| Cathay Cargo             | Hong Kong, Melbourne |
| DHL Aviation             | Honolulu, Singapore |
| Emirates SkyCargo        | Hong Kong |
| FedEx                    | Guangzhou, Honolulu, Singapore |
| MASkargo                 | Kuala Lumpur–International |
| Qantas Freight           | Auckland, Bangkok–Suvarnabhumi, Brisbane, Chicago–O'Hare, Chongqing, Christchurch, Gold Coast, Hong Kong, Honolulu, Jakarta–Soekarno–Hatta, Melbourne, Shanghai–Pudong |
| Singapore Airlines Cargo | Auckland, Singapore |
| Tasman Cargo Airlines    | Auckland |
| Team Global Express      | Brisbane |
| United Parcel Service    | Honolulu, Seoul–Incheon, Shanghai–Pudong, Singapore |